# Pergőhang
A hangtanban, a pergőhangok (idegen szóval trillárisok vagy tremulánsok) olyan rotacizáló mássalhangzók, amelyeket a hangképző szerv és a hangképzés helye közti vibráció hoz létre. A standard spanyol <rr> hangja a perro szóban egy fogmedri pergőhang (alveoláris tremuláns), míg a párizsi francia nyelvben szinte mindig nyelvcsapi pergőhangot (uvuláris tremuláns) használnak.
A trillárisok nagyban különböznek a legyintőhangoktól (flap). Míg a legyintőhangok (vagy érintőhangok - mivel néhány nyelvész nem tesz különbséget köztük) esetén valamilyen mozdulat szükséges ahhoz, hogy a hangképző szerv meglegyintse/megérintse a hangképzés helyét, a tremulánsoknál a hangképző szerv helyzete kötött, a kiáramló levegő így erősen megrezgeti. Általában 2-3 pergetéssel ejtett, de akár ötperdületű vagy több is lehet, ha kettőzött mássalhangzó. Létezik egyperdületű változata is, aminek ejtése alig tér el a legyintőhangtól, de hangképzése trillárisokét mintázza. A pergőhangok pergésszámban különbözőek lehetnek, a legyintőhangokból csak egyperdületű létezik. A magyar nyelv r hangja 1-3, de akár 4-6 perdületű fogmedri pergőhang, vagy egyperdületű érintőhang. Pergésszáma függ a hangkörnyezettől, a beszédtempótól, de még a beszélőtől is.
A Nemzetközi fonetikai ábécé a következő trillárisokat különbözteti meg:
- [r] - fogmedri pergőhang (alveoláris tremuláns)
- [ʙ] - ajak-ajak pergőhang (bilabiális tremuláns)
- [ʀ] - nyelvcsapi pergőhang (uvuláris tremuláns)

A bilabiális pergőhang a beszédben viszonylag ritka. A legelterjedtebb a fogmedri pergőhang [r͇], de a fog-pergőhang (dentális) [r̪] és a fogmeder mögötti (posztalveoláris) változat [r̠] sem ritka. Állítólagos retroflex tremuláns található a toda nyelvben amit az IPA [ɽ] jellel jelöl (vagyis ugyanazzal a szimbólummal, mint a retroflex flap-et), vagy egyértelműbb formában [ɽ͡r], mivel csak a kezdete retroflex, a tényleges pergetés már a fogmedernél képzett. Némelyek az gégehangi pergőhangot (epiglottális tremuláns) is ide sorolják. Az epiglottális mássalhangzókat ejtésváltozatokként gyakran gurgulázva ejtik, így egyes nyelvekben tekinthetőek elsődlegesen trillárisoknak. Nincs azonban erre hivatalos IPA jelölés, de az irodalomban gyakran [я] szimbólummal hivatkoznak rá.
Az IPA-táblázat veláris (hátsó ínyhangi) és faringeális (garathangi) részei a pergőhangok sorában árnyékoltak, mivel ilyen hangok nem létezhetnek. Ínyvitorlai pergőhang képzése azért lehetetlen, mert a nyelv és a torok rugalmatlan fala között képtelenség ily módon rezgést kelteni. A szájpadlási pergőhang éppenséggel kiejthető, de a beszédben gyakorlatilag olyan nehézkes használni, hogy nincs rá példa. A torok (glottis) bizonyos mértékben rezgésbe hozható, de inkább csak magánhangzókkal együtt ejtett R-hangok esetén, nem maga a mássalhangzó által.
A cseh nyelv két különböző fogmedri pergőhangot is használ (írásban ř illetve r jelöli). Az egyik (ř) esetén a nyelv megemelkedik, hallható hangrést képez a pergetés közben, mintha egyszerre ejtett [r] és [ʐ] lenne. E hang IPA jelét - [ɼ] - kivették a táblázatból, és [r̝] jelölést alkalmaznak rá az átírásban.
A kínai Liangshanban (Hűvös-hegy) beszélt Yi nyelvben van két zümmögő, illetve réshangszerű magánhangzó - átírásban ṳ, i̤ -, ami pergetett ejtésű (IPA jelük: [ʙ̝], [r̝]).
A mára javarészt kihalt dél-amerikai csapakúra nyelvcsalád wari’ és murán ágainak pirahã nyelvében található egy szokatlan pergetett hangzó, a zöngétlenül, fogakkal és mindkét ajakkal pergetett zár-réshang foghangi kezdettel, IPA jele: [t̪͡ʙ̥].

## Egyéb pergőhangok
A linguolabiális pergőhang [r̼] nem ismert beszédhang, de ajkakkal összeszorított fröcsögő nyelvnyújtogatás során előjöhet.
A horkolás rendszerint a nyelvcsap (uvula) és a lágy szájpadlás (velum) rezgetésével történik. Míg az előbbi rendes nyelvcsapi pergőhang, nincs hangtani megfelelő az utóbbira. Nem tekinthető veláris pergőhangnak, mert a lágy szájpadlás aktív szerepet tölt be (a hangképző szervét), s nem passzív résztvevőként (a hangképzés helyeként) szolgál; sőt, a nyelv egyáltalán nem is vesz részt a képzésében. (A IPA kiegészítése ugyanilyen összetételű réshangot azonosít velofaringeálisként.)
Laterális pergőhangokat is ki lehet ejteni, és madárhangok utánzására használható.